# Chandra Crawfordová
Chandra Crawfordová (* 19. listopadu 1983, Canmore) je bývalá kanadská běžkyně na lyžích. Na olympijských hrách v Turíně roku 2006 překvapivě vyhrála závod ve sprintu. V tom okamžiku byla teprve druhou severoamerickou lyžařkou, která vyhrála zlatou olympijskou medaili v běhu na lyžích. Ve světovém poháru vyhrála dva závody, pětkrát stála na stupních vítězů. 27. března 2014 ukončila závodní kariéru.
Ve 12 letech se začala věnovat biatlonu, ale poté, co zjistila, že její běžecké schopnosti zdaleka přesahují střelecké, přešla v 17 letech ke klasickému lyžování. Roku 2005 založila neziskovou organizaci Fast and Female, která se věnuje rozvíjení dívek prostřednictvím sportu. V roce 2018 byla uvedena do Kanadské sportovní síně slávy. Proslulým se stal její nadšený zpěv státní hymny na stupních vítězů na olympiádě v Turíně.

## Výsledky

### Výsledky ve Světovém poháru
| 2004/05 | 21 | NC  | —  | NC  | —   | —   | —   |
| 2006/07 | 22 | 30. | NC | 14. | —   | —   | —   |
| 2006/07 | 23 | 87. | NC | 52. | —   | 43. | —   |
| 2007/08 | 24 | 23. | NC | 7.  | —   | —   | —   |
| 2009/10 | 26 | 81. | NC | 56. | —   | —   | —   |
| 2010/11 | 27 | 58. | NC | 36. | DNF | —   | —   |
| 2011/12 | 28 | 29. | NC | 7.  | 54. | —   | 31. |
| 2012/13 | 29 | 72. | NC | 42. | DNF | —   | —   |
| 2013/14 | 30 | NC  | —  | NC  | —   | —   | —   |

### Výsledky na OH
| Rok  | Věk | 10 km | 15 km skiatlon | 30 km hromadný start | sprint | 4 × 5 km štafeta | sprint dvojic |
| ---- | --- | ----- | -------------- | -------------------- | ------ | ---------------- | ------------- |
| 2006 | 22  | —     | 60.            | —                    | 1.     | —                | —             |
| 2010 | 26  | —     | —              | —                    | 26.    | 15.              | —             |
| 2014 | 30  | —     | —              | —                    | 43.    | —                | —             |

### Výsledky na MS
| Rok  | Věk | 10 km | 15 km skiatlon | 30 km hromadný start | sprint | 4 × 5 km štafeta | sprint dvojic |
| ---- | --- | ----- | -------------- | -------------------- | ------ | ---------------- | ------------- |
| 2005 | 21  | —     | —              | DNF                  | 45.    | —                | —             |
| 2007 | 23  | 59.   | —              | —                    | 32.    | 16.              | 15.           |
| 2011 | 27  | 52.   | —              | 42.                  | 28.    | 14.              | —             |